# Jean-Luc Chéreau
Jean-Luc Chéreau (ur. 25 sierpnia 1948 roku w Avranches) – francuski kierowca wyścigowy.

## Kariera
Chéreau rozpoczął karierę w międzynarodowych wyścigach samochodowych w 1994 roku od startów w klasie GT2 wyścigu 24-godzinnego wyścigu Le Mans, którego jednak nie ukończył. W późniejszych latach Francuz pojawiał się także w stawce Global GT Championship, FIA GT Championship, French GT Championship, Grand American Sports Car Series, 24-godzinnego wyścigu Daytona, Grand American Rolex Series, Porsche Supercup oraz FIA GT3 European Championship.

## Wyniki w 24h Le Mans
| Rok  | Zespół                            | Partnerzy                            | Samochód             | Klasa | Okr. | Poz. | Klasa Pos. |
| ---- | --------------------------------- | ------------------------------------ | -------------------- | ----- | ---- | ---- | ---------- |
| 1997 | Chéreau Sports Larbre Compétition | Jack Leconte Jean-Pierre Jarier      | Porsche 911 GT2      | GT    | 77   | NU   | NU         |
| 1998 | Larbre Compétition                | Pierre Yver Patrice Goueslard        | Porsche 911 GT2      | GT    | 240  | 23   | 9          |
| 1999 | Chéreau Sports Larbre Compétition | Pierre Yver Patrice Goueslard        | Porsche 911 GT2      | GT    | 240  | NS   | NS         |
| 2000 | Larbre Compétition                | Christophe Bouchut Patrice Goueslard | Porsche 911 GT3-R    | GT    | 34   | NU   | NU         |
| 2001 | Larbre Compétition                | Patrice Goueslard Sébastien Dumez    | Porsche 911 GT3-RS   | GT    | 274  | 12   | 4          |
| 2002 | Larbre Compétition                | Carl Rosenblad Jean-Claude Lagniez   | Chrysler Viper GTS-R | GTS   | 278  | 25   | 6          |